# Prionopelta robynmae
Prionopelta robynmae este o specie de furnică din genul Prionopelta. A fost descoperită și descrisă de Shattuck, S. O. în 2008, și este endemică pentru Australia.